# منطقه حفاظت‌شده سیرخون
منطقهٔ حفاظت‌شدهٔ سیرخون یک منطقهٔ حفاظت‌شده با مساحت ۴۷۹۴۸ هکتار است که در نزدیکی روستای بهدادین در استان خراسان رضوی در ایران قرار دارد. این منطقهٔ حفاظت‌شده طبق مصوبهٔ شمارهٔ ۷۲۵ در تاریخ ۱۳۹۱/۲/۳۱ در فهرست مناطق تحت حفاظت سازمان محیط زیست ایران قرار گرفت.